# Marjada

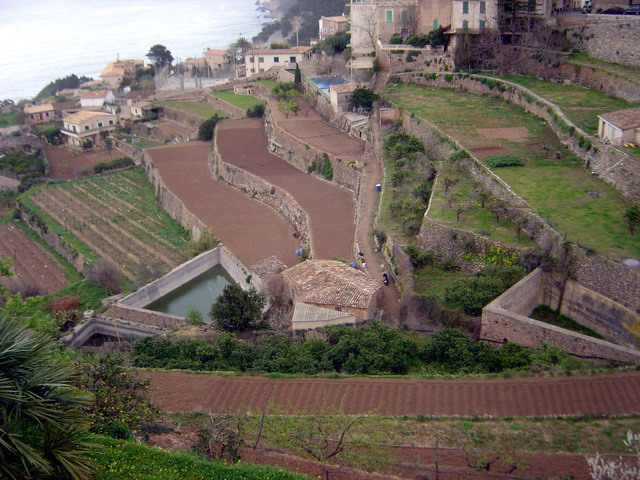
Marjadas en Mallorca.

Una marjada es una especie de terraza creada para la construcción de un muro hecho con piedra seca (marge) en el costado de una montaña. Se construía para conservar la tierra y poder sembrar, básicamente, árboles de secano como los olivos. En Mallorca, España, casi toda la Sierra de Tramuntana está llena, a causa de sus desniveles. La mayoría se construyeron en la época de la dominación musulmana de la isla. En la actualidad, y debido al abandono de los cultivos tradicionales, muchos de estos bancales se han derruido.